# Kerbela (Gouvernement)
Kerbela (arabisch كربلاء, DMG Karbalāʾ) ist ein Gouvernement südwestlich von Bagdad. Die Hauptstadt ist Kerbela.

## Geographie
Kerbela liegt 105 km südwestlich von Bagdad und ist zu den Gouvernements al-Anbar im Norden und Westen, Nadschaf im Süden und Babil im Osten benachbart. Kerbela hat eine Fläche von 52.856 km².
Das Gouvernement ist in drei Distrikte gegliedert:
- Ain at-Tamur
- al-Hindiyya
- Kerbela

## Klima
In Kerbela herrschen heiße und trockene Sommer mit bis zu über 50 °C und milde Winter mit mindestens 19 °C. Kerbela ist trocken und ein Teil des Gouvernements gehört zur syrischen Wüste.

## Bevölkerung
Die Einwohnerzahl von Kerbela beträgt 1.151.200 (Stand: 2014). Nahezu 100 % der Einwohner sind Araber. 99,99 % der Einwohner sind Muslime. Über 95 % davon sind Schiiten und 5 % Sunniten. Am 15. Oktober 2005 stimmten von 264.674 Wähler 96,58 % mit Ja für die neue Verfassung.